# Carl Brinitzer
Carl Brinitzer (geboren 30. Januar 1907 in Riga, Russisches Kaiserreich; gestorben 24. Oktober 1974 in Kingston near Lewes, Großbritannien) war ein deutscher Jurist, Schriftsteller, Übersetzer und Feuilletonist. Er war Biograph Heinrich Heines, Lichtenbergs und des Verlegers Julius Campe.

## Leben
Carl Brinitzer wuchs in einer Arztfamilie in Hamburg-Altona auf. Seit Vater war der Hautarzt Eugen Jacob Brinitzer, seine Mutter die Frauenärztin und Internistin Jenny Brinitzer, geb. Kaplan.
Nach dem Abitur am Reform-Realgymnasium in Altona studierte Brinitzer Jura in Genf, Hamburg, München, Berlin und Kiel, wo er 1930 die Erste Staatsprüfung ablegte und im August 1933 promoviert wurde. Die Referendarzeit verbrachte er in Pinneberg und Kiel. Er war von 1930 bis 1933 Rechtsanwalt in Kiel und dann Staatsanwalt beim Oberlandesgericht Kiel. Er wurde im August 1933 aufgrund des Gesetzes zur Wiederherstellung des Berufsbeamtentums – er war jüdisch – entlassen. Brinitzer, der sich bis dahin kaum für seine Familiengeschichte interessiert hatte, stellte fest, dass seine Vorfahren im Dreißigjährigen Krieg „infolge der Religionswirren vom Katholizismus zum Judentum übergetreten waren“, wie es in einer genealogischen Urkunde hieß.
Er emigrierte nach Rom, wo er die Sängerin und Rundfunksprecherin Berte Grossbard kennenlernte. Das Paar zog 1936 nach England und heiratete in London. Dort lebte Brinitzer in ärmlichen Verhältnissen vom Verfassen von Hörspielen und Texten für deutsche Sender, die er teilweise unter dem Pseudonym Usikota veröffentlichte.

## Deutscher Dienst der BBC
1938 suchte die BBC deutschsprachige Übersetzer, Journalisten und Sprecher für ihren im Aufbau befindlichen deutschsprachigen Dienst. Brinitzer bekam eine Stelle als Übersetzer, arbeitete auch als Redakteur und Sprecher. In der zweiten Kriegshälfte wurde er zum Leiter des Übersetzungsteams ernannt. Er ersetzte in den Nachrichten die typisch deutschen Schachtelsätze durch kurze Aussagen, zum einen wegen der allgemeinen Verständlichkeit, zum anderen, weil die kurzen Sätze von den deutschen Störsendern weniger leicht verstümmelt werden konnten. Dabei bemühten sich Brinitzer und die durchweg aus Emigranten bestehende deutschsprachige Redaktion der BBC, streng bei der Wahrheit zu bleiben – selbst Nachrichten zu Verlusten britischer Verbände wurden nicht beschönigt. Diese Offenheit, so stellte sich nach dem Krieg heraus, fand bei der deutschen Bevölkerung großen Anklang, obwohl das Abhören von sogenannten „Feindsendern“ unter Strafandrohung stand.
Nach Kriegsende blieb Brinitzer bei der BBC und wurde Leiter der Programmabteilung des deutschen Dienstes der BBC – eine Stelle, die er bis weit in die 1960er Jahre innehatte.

## Schriften (Auswahl)
- Desmond Young: Rommel. Vorwort von Claude Auchinleck. Übersetzung aus dem Englischen Carl Brinitzer. Wiesbaden: Limes, 1950
- G. C. Lichtenberg. Die Geschichte eines gescheiten Mannes, Leins Verlag, 1956
- Heinrich Heine. Roman seines Lebens, Hoffmann und Campe 1960
- Das streitbare Leben. des Verlegers Julius Campe. Hoffmann und Campe 1962
- Liebeskunst ganz prosaisch – Variationen über ein Thema von Ovid, Rowohlt 1966 (Ausgabe 1974, ISBN 3-499-11730-4)
- Hier spricht London. Von einem, der dabei war. Hoffmann und Campe Verlag, Hamburg 1969
- Die Geschichte des Daniel Ch. Ein Sittenbild des 18. Jahrhunderts, Deutsche Verlagsanstalt 1973, ISBN 3-421-01658-5
- Kleine Geschichten über schöne Frauen, Engelhorn Bücherei 1988, ISBN 3-87203-042-6